# Leighton Meester
Leighton Meester (n. 9 aprilie 1986) este o actriță, manechin și cântăreață americană. A câștigat inima publicului și atenția criticilor de film odată cu rolul Blair Waldorf din seria Gossip Girl. A apărut în filmul Country Strong, dar și în thrillerul The Roommate. În 2011 va juca două roluri în filmele Monte Carlo și The Oranges. 

## Biografie
S-a născut în Fort Worth, Texas, fiica lui Constance (pe numele său de fată Haas) și Douglas Meester. Mama sa a fost anchetată pentru implicarea într-un incident cu traficanții de marijuana din Jamaica. A născut în timp ce își ispășea pedeapsa în închisoare, iar după ce a dat naștere fetiței s-a întors în închisoare. Noul născut a fost îngrijit de bunica sa. 
Meester a declarat mai târziu că, deși trecutul său a fost tulbure, iar mama sa a făcut închisoare, educația ei nu a avut de suferit și oamenii se pot schimba, tocmai de aceea își iartă mama pentru acele lucruri. În ciuda faptului că ar fi putut avea o educație precară, nu a fost așa și este foarte mândră de acest lucru. A crescut în Marco Island, Florida, unde a participat la mai multe producții și producții teatrale locale. La vârsta de 11 ani s-a mutat împreună cu mama sa la New York. Și-a făcut studiile aici, la Professional Children's School și a început o carieră de model împreună cu Wilhelmina, lucrând la o campanie Ralph Lauren regizată de Bruce Weber și fotograful Sofia Coppola. A făcut mai multe reclame, inclusiv la păpușile Tamagotchi sau Clearasil. Și-a făcut debutul în film cu pelicula Lege și Ordine. La vârsta de 14 ani s-a transferat la o școală privată și a absolvit un an mai devreme decât colegii săi.
Numele Meester este de origine olandeză și înseamnă „stăpân” sau „profesor”.

## Filmografie

### Televiziune
- Surface (serial TV)

Gossip Girl